# Gdynia

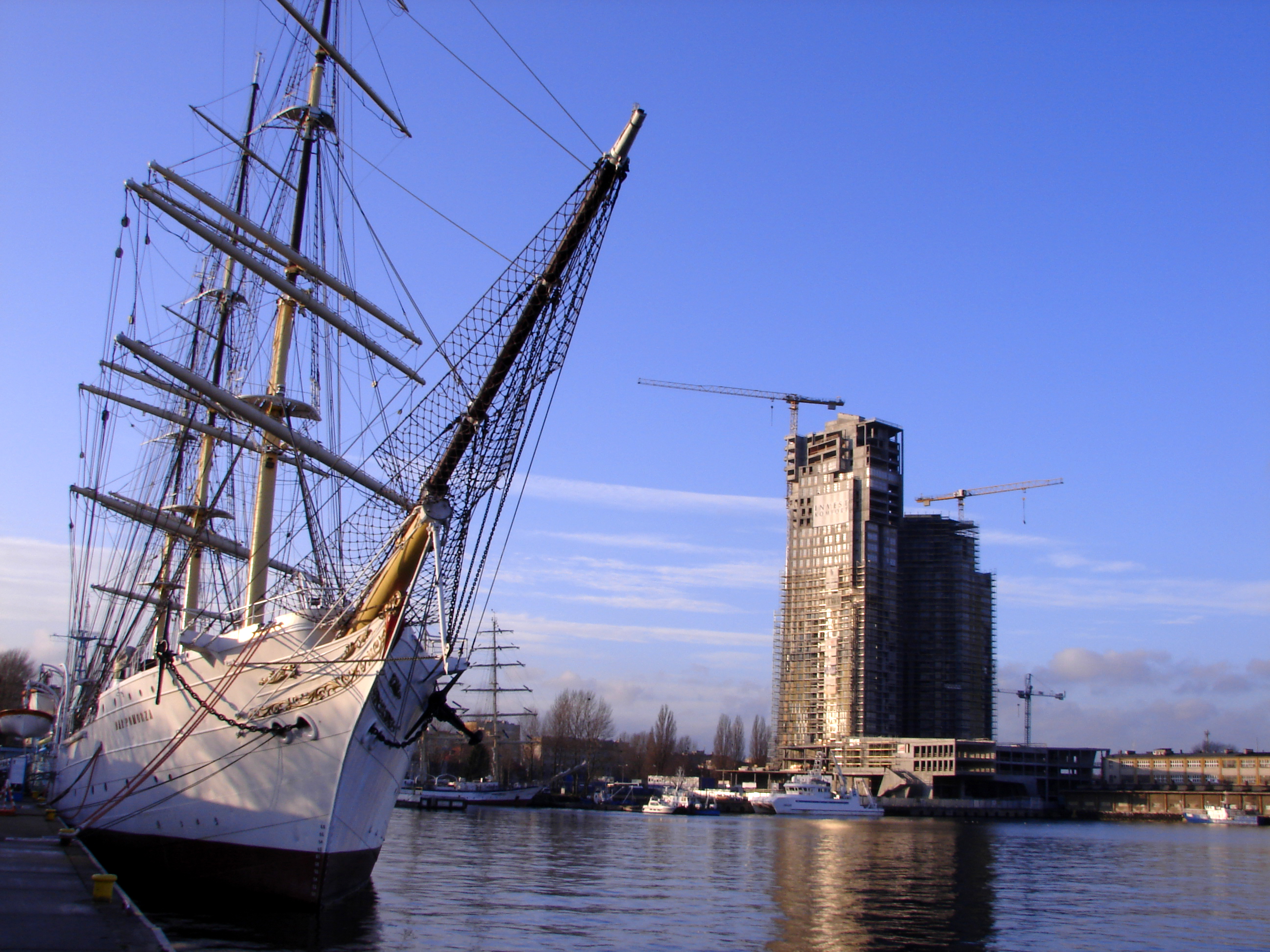
View from Kosciuszko Square; Dar Pomorza on the left, Sea Towers on the right

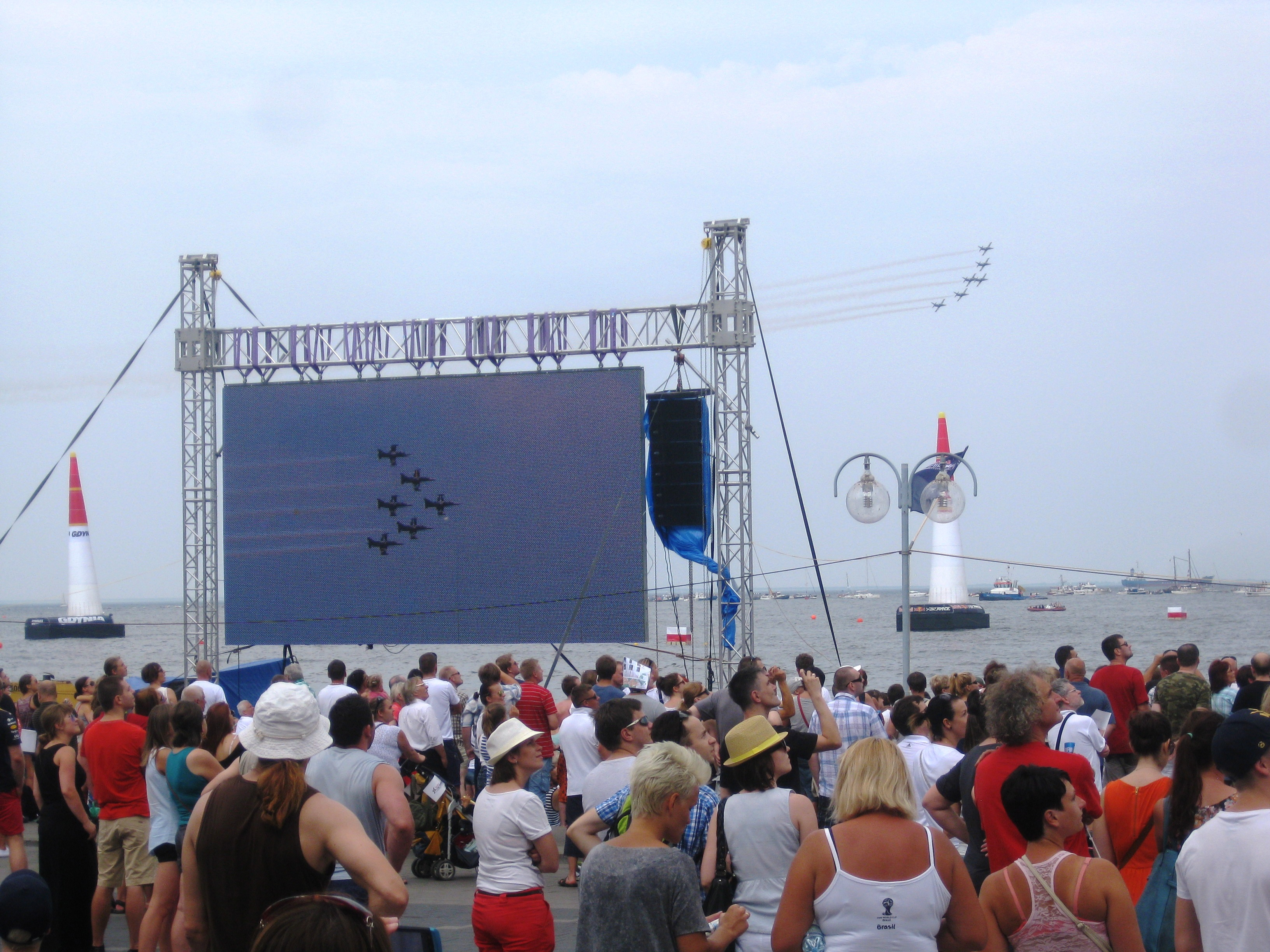
Red Bull Air Race Gdynia - 2014

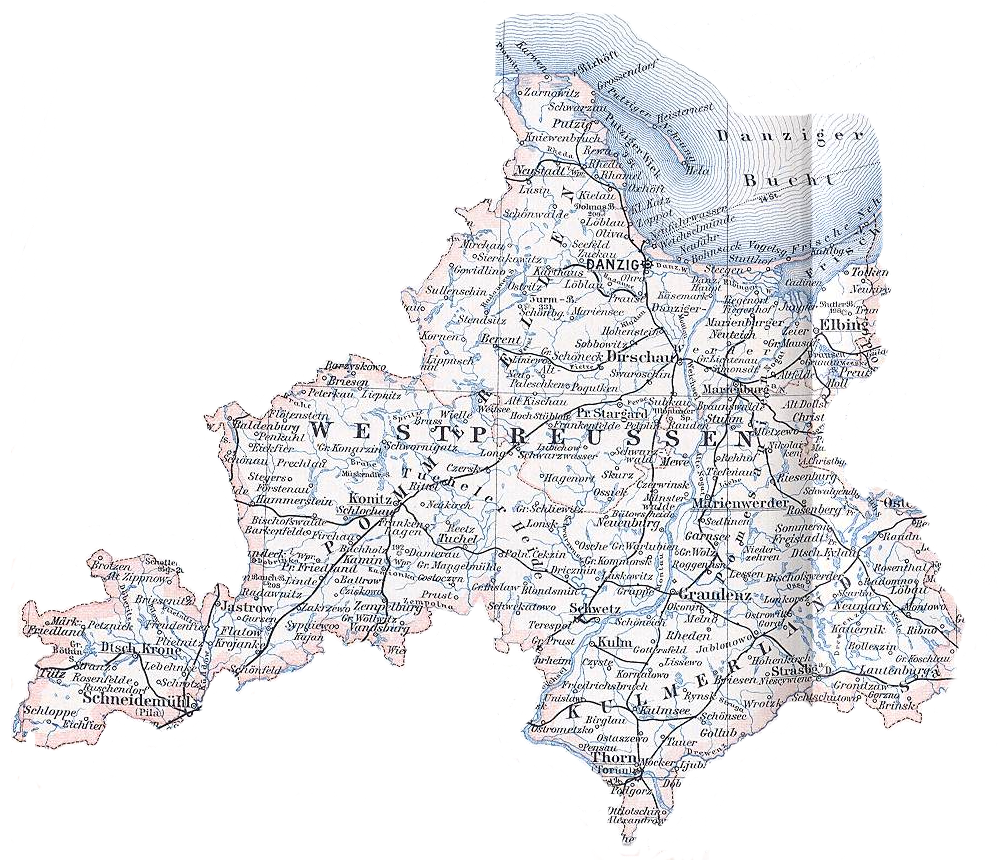
Bản đồ

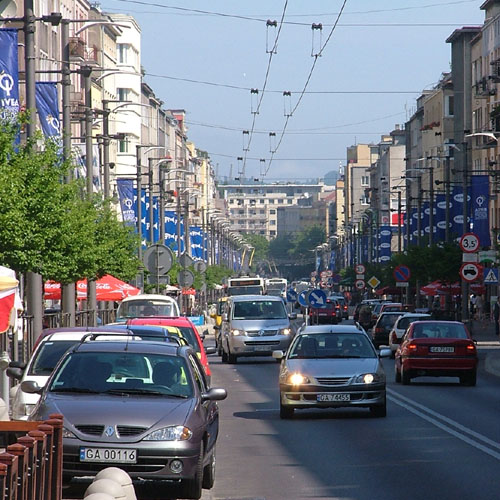
Đường phố

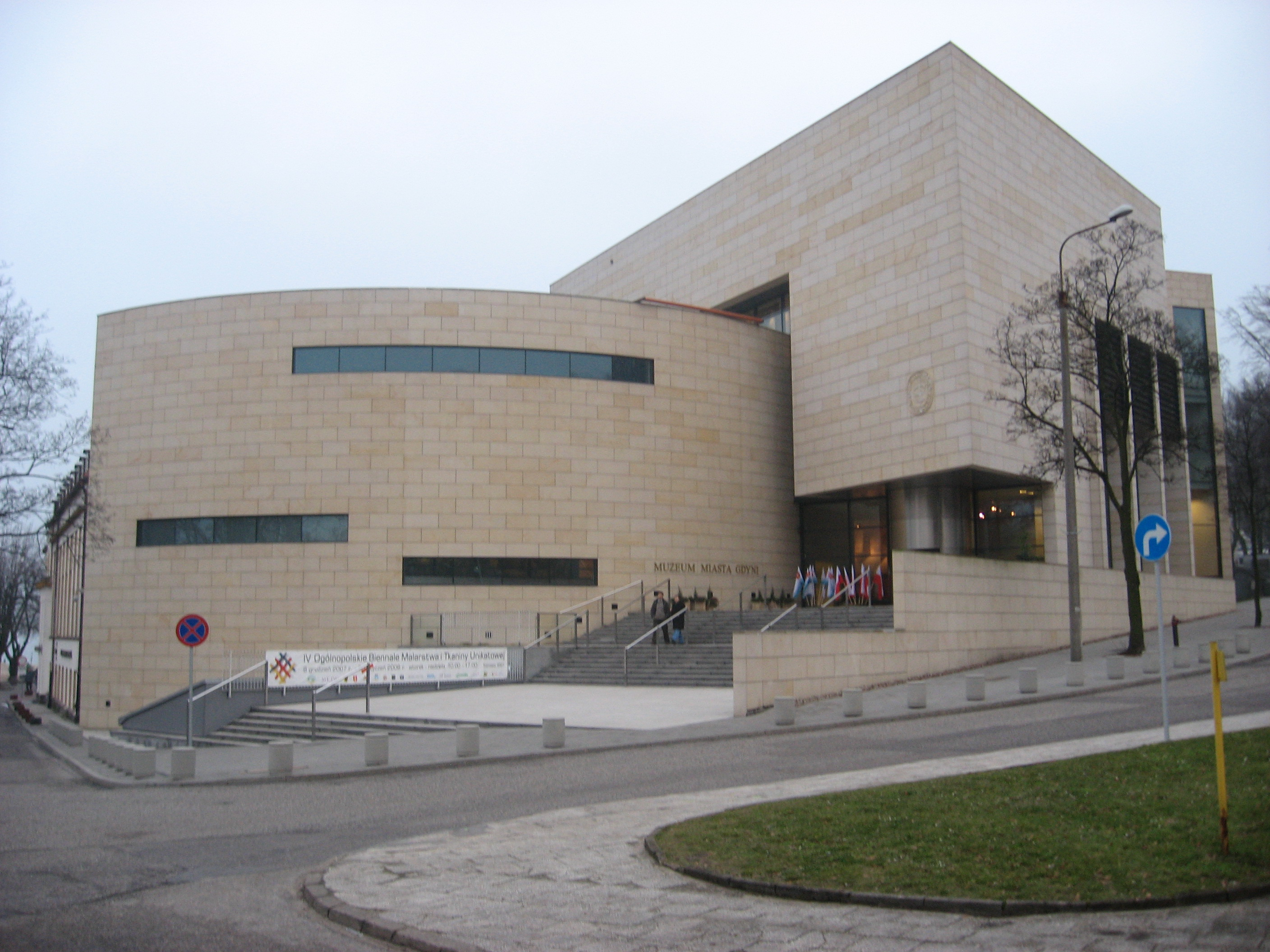
City Museum in Gdynia

Gdynia [ˈɡdɨɲa] ⓘ là một thành phố Ba Lan. Thành phố nằm ở tỉnh Pomorskie. Thành phố này có diện tích 135 km2, dân số năm 2019 là 246.244 người.
Đây là một thành phố cảng quan trọng bên vịnh Gdańsk ở bờ biển nam của Biển Baltic.
Thành phố toạ lạc ở Kashubia trong Đông Pomerania, Gdynia là một phần của khu vực đô thị với thành phố nghỉ dưỡng Sopot, thành phố Gdańsk và các vùng ngoại ô.
Gdynia đôi khi được gọi là "Roswell của Ba Lan" do vụ rơi UFO khả nghi vào ngày 21 tháng 1 năm 1959.